# Udea cretacea
Udea cretacea is een vlinder uit de familie van de grasmotten (Crambidae), uit de onderfamilie van de Spilomelinae. De wetenschappelijke naam van deze soort is voor het eerst voorgesteld als Pyrausta cretacea door Nikolai Nikolaievitsj Filipjev in een publicatie uit 1925.
De soort komt voor in Georgië en Zuidwest-Rusland.